# Бутон, Даниэль
Даниэ́ль Буто́н (фр. Daniel Bouton; род. 10 апреля 1950, XII округ Парижа) — председатель совета директоров (с 1997 года) и бывший генеральный директор (с 1993 по 2008 год) французского банка Societe Generale. До прихода в 1991 году в Societe Generale с 1973 года занимал различные посты в министерстве финансов Франции. В апреле 2009 года подал в отставку с поста главы Societe Generale после финансового скандала: банк потерпел серьёзные убытки из-за мошенничества своего трейдера Жерома Кервьеля.

## Биография
Бутон родился 10 апреля 1950 года в Париже. После окончания средней школы в 1967 году сдал экзамен на диплом бакалавра. В 1973 году (по другим данным, в 1974 году) окончил Национальную школу управления. Позднее также получил диплом Парижского института политических исследований.
В 1973 году Бутон поступил на службу в министерство финансов и стал самым молодым инспектором Генеральной финансовой инспекции. В инспекции проработал до 1977 года (по другим данным, до 1978 года), а затем перешел в департамент финансов, где получил должность уполномоченного представителя.
В 1986 году в правительстве Жака Ширака Бутон стал главой администрации Алена Жюппе, младшего министра (министра-делегата), ответственного за бюджет. В 1988 году в правительстве Мишеля Рокара Бутон стал директором бюджетного департамента, подчинённого министру-делегату Мишелю Шарассу (Michel Charasse).
В марте 1991 года Бутон перешёл на работу в банк Societe Generale (SocGen). В 1993 году он стал исполнительным директором, а через четыре года ещё и председателем совета директоров. Кроме того, Бутон вошёл в советы директоров компаний Arcelor, Schneider Electric SA, Total и Veolia Environnement. В феврале 1998 года Бутон стал председателем группы «Развитие» в союзе предпринимателей MEDEF (Mouvement des entreprises de France).
В 1999 году Бутон пытался организовать покупку банка Paribas, но его планам помешала попытка недружественного поглощения со стороны другого банка — BNP, который добивался объединения всех трёх компаний. В итоге BNP поглотил Paribas, но Societe Generale остался независимым.
В июне 2002 года Бутон стал председателем координационного комитета по регулятивному капиталу в Институте международных финансов (Institute of International Finance, IIF). В том же году он оказался под подозрением в связи с делом об отмывании денег, известным как Sentier II. Речь шла о предполагаемом незаконном финансовом потоке между Францией и Израилем. Начало процесса по этому делу было назначено на 4 февраля 2008 года. В 2006 году под руководством Бутона Societe Generale консультировал металлургическую корпорацию Mittal Steel Лакшми Миттала, занимавшейся поглощением французской Arcelor.
В январе 2008 года Societe Generale оказался в критическом положении: выяснилось, что из-за действий своего парижского трейдера Жерома Кервьеля компания потеряла примерно 5 миллиардов евро. Бутон предложил правлению SocGen свою отставку, но предложение было отклонено, и генеральный директор отказался от получения зарплаты в ближайшие полгода. Тем не менее в мае 2008 года Бутон всё же покинул пост генерального директора Societe Generale, на этой должности его сменил Фредерик Удеа (Frederic Oudea). Год спустя Бутон был вынужден уйти и с поста председателя совета директоров банка. Причиной ухода стала острая критика со стороны прессы: Бутона обвиняли в том, что подконтрольные ему топ-менеджеры банка поощряли рискованные финансовые операции, осуществляемые сотрудниками банка. Он оставался в должности до выборов нового президента SocGen 6 мая 2009 года. В ноябре того же года он зарегистрировал консалтинговую компанию DMJB Conseil, в которой занял должность председателя.
Даниэль Бутон — кавалер Ордена почётного легиона и ордена «За заслуги». Женат, у него двое детей.